# Сигрун Эдвальдсдоуттир
Сигрун Эдвальдсдоуттир (исл. Sigrún Eðvaldsdóttir; род. 1967) — исландская скрипачка.
С пятилетнего возраста училась музыке в Рейкьявике, затем в 1984—1988 гг. совершенствовала своё мастерство в США, в том числе в Кёртисовском институте под руководством Яши Бродского и Хайме Ларедо. Завоевала ряд наград на международных конкурсах, включая третью премию Международного конкурса имени Сибелиуса (1990, первая премия не была присуждена) и вторую премию последнего Международного конкурса имени Карла Флеша (1992). В 1988—1990 гг. была первой скрипкой струнного квартета Майами, с 1998 г. первый концертмейстер Исландского симфонического оркестра. Одновременно играет в составе исландского камерного оркестра CAPUT, специализирующегося на исполнении академической музыки современных композиторов. Принимала участие в записи нескольких альбомов Бьорк.